# Kanovaren op de Olympische Zomerspelen 1984
Kanovaren is een van de sporten die beoefend werden tijdens de Olympische Zomerspelen 1984 in Los Angeles.

## Heren

### kajak

#### K1 500 m
| rang   | sporter                    | land | tijd    |
| ------ | -------------------------- | ---- | ------- |
| Goud   | Ian Ferguson               | NZL  | 1:47.84 |
| Zilver | Lars-Erik Moberg           | SWE  | 1:48.18 |
| Brons  | Bernard Brégeon            | FRA  | 1:48.41 |
| 4      | Vasile Dîba                | ROU  | 1:48.77 |
| 5      | David Upson                | GBR  | 1:49.32 |
| 6      | Daniele Scarpa             | ITA  | 1:49.60 |
| 7      | Guillermo Del Riego Gordón | ESP  | 1:49.71 |
| 8      | Reiner Scholl              | FRG  | 1:49.89 |

#### K1 1000 m
| rang   | sporter          | land | tijd    |
| ------ | ---------------- | ---- | ------- |
| Goud   | Alan Thompson    | NZL  | 3:45.73 |
| Zilver | Milan Janić      | YUG  | 3:46.88 |
| Brons  | Greg Barton      | USA  | 3:47.38 |
| 4      | Kalle Sundqvist  | SWE  | 3:48.69 |
| 5      | Peter Genders    | AUS  | 3:49.11 |
| 6      | Philippe Boccara | FRA  | 3:49.38 |
| 7      | Vasile Dîba      | ROU  | 3:51.61 |
| 8      | Stephen Jackson  | GBR  | 3:52.25 |

#### K2 500 m
| rang   | sporters                            | land | tijd    |
| ------ | ----------------------------------- | ---- | ------- |
| Goud   | Ian Ferguson Paul MacDonald         | NZL  | 1:34.21 |
| Zilver | Per-Inge Bengtsson Lars-Erik Moberg | SWE  | 1:35.26 |
| Brons  | Hugh Fisher Alwyn Morris            | CAN  | 1:35.41 |
| 4      | Daniele Scarpa Francesco Uberti     | ITA  | 1:35.50 |
| 5      | Nicolae Feodosei Angelin Velea      | ROU  | 1:35.60 |
| 6      | Francis Hervieu Daniel Legras       | FRA  | 1:36.40 |
| 7      | Matthias Seack Oliver Seack         | FRG  | 1:36.51 |
| 8      | Andrew Sheriff Jeremy West          | GBR  | 1:36.73 |

#### K2 1000 m
| rang   | sporters                                               | land | tijd    |
| ------ | ------------------------------------------------------ | ---- | ------- |
| Goud   | Hugh Fisher Alwyn Morris                               | CAN  | 3:24.22 |
| Zilver | Bernard Brégeon Patrick Lefoulon                       | FRA  | 3:25.97 |
| Brons  | Barry Kelly Grant Kenny                                | AUS  | 3:26.80 |
| 4      | Terry Kent Terry White                                 | USA  | 3:27.01 |
| 5      | Matthias Seack Oliver Seack                            | FRG  | 3:27.28 |
| 6      | Daniele Scarpa Francesco Uberti                        | ITA  | 3:27.46 |
| 7      | Herminio Menéndez Rodríguez Guillermo Del Riego Gordón | ESP  | 3:27.53 |
| 8      | Bengt Andersson Kalle Sundqvist                        | SWE  | 3:29.39 |

#### K4 1000 m
| rang   | sporters                                                                                              | land | tijd    |
| ------ | --- | ---- | ------- |
| Goud   | Grant Bramwell Ian Ferguson Paul MacDonald Alan Thompson                                              | NZL  | 3:02.28 |
| Zilver | Per-Inge Bengtsson Tommy Karls Lars-Erik Moberg Thomas Ohlsson                                        | SWE  | 3:02.81 |
| Brons  | François Barouh Philippe Boccara Pascal Boucherit Didier Vavasseur                                    | FRA  | 3:03.94 |
| 4      | Ionel Constantin Nicolae Feodosei Ionel Leţcaie Angelin Velea                                         | ROU  | 3:04.39 |
| 5      | Grayson Bourne Andrew Sheriff Kevin Smith Jeremy West                                                 | GBR  | 3:04.59 |
| 6      | Iván González Santos Luís Gregorio Ramos Misioné Juan José Román Mangas Juan Manuel Sánchez de Castro | ESP  | 3:04.71 |
| 7      | John Doak Robert Doak Raymond Martin Scott Wooden                                                     | AUS  | 3:06.02 |
| 8      | Bernd Hessel Oliver Kegel Detlef Schmidt Reiner Scholl                                                | FRG  | 3:06.47 |

### kano

#### C1 500 m
| rang   | sporter          | land | tijd    |
| ------ | ---------------- | ---- | ------- |
| Goud   | Larry Cain       | CAN  | 1:57.01 |
| Zilver | Henning Jakobsen | DEN  | 1:58.45 |
| Brons  | Costică Olaru    | ROU  | 1:59.86 |
| 4      | Philippe Renaud  | FRA  | 1:59.95 |
| 5      | Timo Grönlund    | FIN  | 2:01.00 |
| 6      | Kiyoto Inoue     | JPN  | 2:01.79 |
| 7      | Hartmut Faust    | FRG  | 2:01.86 |
| 8      | Robert Rozanski  | NOR  | 2:02.12 |

#### C1 1000 m
| rang   | sporter          | land | tijd    |
| ------ | ---------------- | ---- | ------- |
| Goud   | Ulrich Eicke     | FRG  | 4:06.32 |
| Zilver | Larry Cain       | CAN  | 4:08.67 |
| Brons  | Henning Jakobsen | DEN  | 4:09.51 |
| 4      | Timo Grönlund    | FIN  | 4:15.58 |
| 5      | Costică Olaru    | ROU  | 4:16.39 |
| 6      | Stephen Train    | GBR  | 4:16.64 |
| 7      | Bruce Merritt    | USA  | 4:18.17 |
| 8      | Kiyoto Inoue     | JPN  | 4:18.72 |

#### C2 500 m
| rang   | sporters                                   | land | tijd    |
| ------ | ------------------------------------------ | ---- | ------- |
| Goud   | Matija Ljubek Mirko Nišović                | YUG  | 1:43.67 |
| Zilver | Ivan Patzaichin Toma Simionov              | ROU  | 1:45.67 |
| Brons  | Enrique Míguez Gómez Narciso Suárez Amador | ESP  | 1:47.71 |
| 4      | Didier Hoyer Eric Renaud                   | FRA  | 1:47.72 |
| 5      | Steve Botting Eric Smith                   | CAN  | 1:48.81 |
| 6      | Wolfram Faust Ralf Wienand                 | FRG  | 1:48.97 |
| 7      | Eric Jamieson Andrew Train                 | GBR  | 1:49.59 |
| 8      | Shusei Fukuzato Hiroyuki Izumi             | JPN  | 1:50.22 |

#### C2 1000 m
| rang   | sporters                                   | land | tijd    |
| ------ | ------------------------------------------ | ---- | ------- |
| Goud   | Ivan Patzaichin Toma Simionov              | ROU  | 3:40.60 |
| Zilver | Matija Ljubek Mirko Nišović                | YUG  | 3:41.56 |
| Brons  | Didier Hoyer Eric Renaud                   | FRA  | 3:48.01 |
| 4      | Wolfram Faust Ralf Wienand                 | FRG  | 3:52.69 |
| 5      | Rob Plankenhorn Rod McLain                 | USA  | 3:52.72 |
| 6      | Enrique Míguez Gómez Narciso Suárez Amador | ESP  | 3:56.92 |
| 7      | Steve Botting Eric Smith                   | CAN  | 3:56.99 |
| 8      | Arturo Ferrer Víctor Velasco               | MEX  | 3:57.49 |

## Dames

### kajak

#### K1 500 m
| rang   | sporter            | land | tijd    |
| ------ | ------------------ | ---- | ------- |
| Goud   | Agneta Andersson   | SWE  | 1:58.72 |
| Zilver | Barbara Schüttpelz | FRG  | 1:59.93 |
| Brons  | Annemiek Derckx    | NED  | 2:00.11 |
| 4      | Tecla Marinescu    | ROU  | 2:00.12 |
| 5      | Béatrice Basson    | FRA  | 2:01.21 |
| 6      | Sheila Conover     | USA  | 2:02.38 |
| 7      | Lucie Guay         | CAN  | 2:02.49 |
| 8      | Elizabeth Blencowe | AUS  | 2:02.63 |

#### K2 500 m
| rang   | sporters                              | land | tijd    |
| ------ | ------------------------------------- | ---- | ------- |
| Goud   | Agneta Andersson Anna Olsson          | SWE  | 1:45.25 |
| Zilver | Alaxendra Barre Susan Holloway        | CAN  | 1:47.13 |
| Brons  | Josefa Idem Barbara Schüttpelz        | FRG  | 1:47.32 |
| 4      | Agafia Constantin Nastasia Ionescu    | ROU  | 1:47.56 |
| 5      | Shirley Dery Leslie Klein             | USA  | 1:49.51 |
| 6      | Bernadette Hettich Cathérine Mathevon | FRA  | 1:51.40 |
| 7      | Kari Ofstad Anne Wahl                 | NOR  | 1:51.61 |
| 8      | Lucy Perrett Lesley Smither           | GBR  | 1:51.73 |

#### K4 500 m
| rang   | sporters                                                        | land | tijd    |
| ------ | --------------------------------------------------------------- | ---- | ------- |
| Goud   | Agafia Constantin Nastasia Ionescu Tecla Marinescu Maria Ştefan | ROU  | 1:38.34 |
| Zilver | Agneta Andersson Anna Olsson Eva Karlsson Susanne Wiberg        | SWE  | 1:38.87 |
| Brons  | Alaxendra Barre Lucie Guay Susan Holloway Barbara Olmsted       | CAN  | 1:39.40 |
| 4      | Sheila Conover Shirley Dery Leslie Klein Ann Turner             | USA  | 1:40.49 |
| 5      | Josefa Idem Regina Schmidt Barbara Schüttpelz Judith Skolnik    | FRG  | 1:42.68 |
| 6      | Wenche Lægraid Kari Ofstad Ingeborg Rasmussen Anne Wahl         | NOR  | 1:42.97 |
| 7      | Janine Lawler Lucy Perrett Lesley Smither Deborah Watson        | GBR  | 1:46.30 |

## Medaillespiegel
| rang   | land                     | goud | zilver | brons | totaal |
| ------ | ------------------------ | ---- | ------ | ----- | ------ |
| 1      | Nieuw-Zeeland            | 4    | 0      | 0     | 4      |
| 2      | Zweden                   | 2    | 4      | 0     | 6      |
| 3      | Canada                   | 2    | 2      | 2     | 6      |
| 4      | Roemenië                 | 2    | 1      | 1     | 4      |
| 5      | Joegoslavië              | 1    | 2      | 0     | 3      |
| 6      | Bondsrepubliek Duitsland | 1    | 1      | 1     | 3      |
| 7      | Frankrijk                | 0    | 1      | 3     | 4      |
| 8      | Denemarken               | 0    | 1      | 1     | 2      |
| 9      | Australië                | 0    | 0      | 1     | 1      |
| 9      | Nederland                | 0    | 0      | 1     | 1      |
| 9      | Spanje                   | 0    | 0      | 1     | 1      |
| 9      | Verenigde Staten         | 0    | 0      | 1     | 1      |
| totaal | totaal                   | 12   | 12     | 12    | 36     |

Parijs 1924 (demonstratie) · 
Berlijn 1936 · 
Londen 1948 · 
Helsinki 1952 · 
Melbourne 1956 · 
Rome 1960 · 
Tokio 1964 · 
Mexico-stad 1968 · 
München 1972 · 
Montréal 1976 · 
Moskou 1980 · 
Los Angeles 1984 · 
Seoel 1988 · 
Barcelona 1992 · 
Atlanta 1996 · 
Sydney 2000 · 
Athene 2004 · 
Peking 2008 · 
Londen 2012 · 
Rio de Janeiro 2016 ·
Tokio 2020 ·
Parijs 2024 ·
Los Angeles 2028
Medaillewinnaars (slalom) · Medaillewinnaars (sprint)
Atletiek · Basketbal · Boksen · Boogschieten · Gewichtheffen · Gymnastiek · Handbal · Hockey · Honkbal (demonstratie) · Judo · Kanovaren · Moderne vijfkamp · Paardensport · Roeien · Schermen · Schietsport · Schoonspringen · Synchroonzwemmen · Tennis (demonstratie) · Voetbal · Volleybal · Waterpolo · Wielersport · Worstelen · Zeilen · Zwemmen